# Polydora neocaeca
Polydora neocaeca är en ringmaskart som beskrevs av Williams och Radashevsky 1999. Polydora neocaeca ingår i släktet Polydora och familjen Spionidae. Inga underarter finns listade i Catalogue of Life.